# Governo Rop
Anton Rop è stato Primo Ministro della Slovenia dal 19 dicembre 2002 al 3 dicembre 2004. Il Governo Rop comprende il Primo Ministro, 14 ministri e 2 ministri senza portafoglio. I ministri sono gli stessi del precedente governo Drnovšek IV.
Composizione
- Democrazia Liberale di Slovenia (LDS)
- Lista Unita dei Socialdemocratici (ZLSD)
- Partito Popolare Sloveno (SLS)
- Partito Democratico dei Pensionati della Slovenia (DeSUS)

## Primo Ministro
- Anton Rop (LDS)

## Ministeri senza portafoglio

### Affari Europei
- Janez Potočnik (indipendente) fino al 20 aprile 2004
- Milan M. Cvikl (LDS) dal 20 aprile 2004

### Sviluppo Regionale
- Zdenka Kovač

## Ministeri

### Finanze
- Dušan Mramor (indipendente)

### Interno
- Rado Bohinc (ZLSD)

### Affari Esteri
- Dimitrij Rupel (LDS) fino al 6 luglio 2004
- Ivo Vajgl (LDS) dal 6 luglio 2004

### Giustizia
- Ivan Bizjak (SLS) fino al 20 aprile 2004
- Zdenka Cerar (LDS) dal 20 aprile 2004

### Difesa
- Anton Grizold (LDS)

### Lavoro, Famiglia e Affari Sociali
- Vlado Dimovski (ZLSD)

### Economia
- Tea Petrin (LDS) fino al 20 aprile 2004
- Matej Lahovnik (LDS) dal 20 aprile 2004

### Agricoltura, Politiche Forestali e Alimentazione
- Franc But (SLS) fino al 20 aprile 2004
- Milan Pogačnik (LDS) dal 20 aprile 2004

### Cultura
- Andreja Rihter (ZLSD)

### Ambiente, Pianificazione Territoriale ed Energia
- Janez Kopač (LDS)

### Trasporti
- Jakob Presečnik (SLS) fino al 20 aprile 2004
- Marko Pavliha (LDS) dal 20 aprile 2004

### Istruzione, Scienze e Sport
- Slavko Gaber (LDS)

### Salute
- Dušan Keber (LDS)

### Società dell'Informazione
- Pavel Gantar (LDS)